# Angliai Eleonóra gelderni hercegné
Angliai Eleonóra (Woodstock, 1318. június 18. – 1355. április 22.) gelderni hercegné.

## Élete
II. Eduárd angol király és Franciaországi Izabella angol királyné harmadik gyermeke és első leánya, az angliai Oxfordshire megyében, Woodstock városában.
Keresztnevét apai nagyanyja, Kasztíliai Eleonóra után kapta.
1325-ben Anglia és Kasztília házassági tárgyalásba kezdett egymással, annak érdekében, hogy a 7 éves Eleonórát eljegyezzék a 14 esztendős XI. Alfonz királlyal, ám az egyezség végül mégsem jött létre, mivel a felek nem tudtak kompromisszumra jutni a hozomány mértékét illetően.
1330-ban ismét elkezdtek vőlegényt keresni a hercegnőnek. A terv az volt, hogy Eleonóra VI. Fülöp francia király fiához megy nőül, bátyja, János pedig Fülöp leányát veszi majd feleségül, ám ezúttal se lett semmi az eljegyzésekből.
Boldogtalan gyermekkorának köszönhetően Eleonóra igen rossz természetű felnőtté cseperedett, s hirtelen haragú, türelmetlen asszony lett belőle. Mikor 1338-ban férje megelégelte Eleonóra csípős modorát, elküldte őt az udvarból egy időre. (Döntését minden bizonnyal az is elősegítette, hogy felesége leprásnak tettette magát. Reginald ekkor megpróbálta elérni frigyük felbontását, ám az asszony felbukkant a bíróságon, Nijmegenben, hogy tiltakozzon az annullálás ellen. Még orvosi vizsgálatnak is hajlandó volt alávetni magát, hogy bebizonyítsa, nem is leprás. Ezek után férje nem tehetett mást, minthogy visszafogadja őt.)
Reginald 1343. október 12-én, egy lovasbalesetben életét veszítette. Az özvegy Eleonóra ezek után mint régens segített az új grófnak, 10 éves fiának, Reginaldnak Guelders kormányzásában, míg az el nem érte a felnőttkort. Az asszony többé nem ment férjhez. (Később, ahogy Reginald felcseperedett, komoly politikai konfliktusba keveredett anyjával, amit teljesen már soha nem tudtak megoldani.)
1355. április 22-én, 36 éves korában halt meg, egy cisztercita kolostor falai között, valószínű, azután, hogy Reginald elűzte őt az udvarából. (Ha az asszony nem lett volna olyan büszke, értesíthette volna nyomorúságos sorsáról bátyját, III. Eduárd angol királyt is, hogy a segítségét kérje.)
A deventeri apátságban van végső nyughelye.
A grófné sírkövén mindössze az áll: ,, ELEONÓRA "

## Családja
1332 májusában a 13 éves hercegnő hozzáment a 37 esztendős II. Reginald gelderni herceghez, akinek ő már a második felesége volt. (A vőlegény kissé sötét bőrű, négy gyermekes apa volt, aki arról vált hírhedtté, hogy apját több, mint hat évig börtönben tartotta fogva.)
Férje rossz hírneve ellenére az asszony két fiúval ajándékozta meg Reginaldot, akinek előtte csak lányai születtek.
- Reginald (1333. május 13. – 1371. december 4.), a későbbi III. Reginald gelderni herceg
- Eduárd (1336. március 12. – 1371. augusztus 24.), később Geldern hercege